# SJ Rc
Die Baureihe SJ Rc ist eine für die schwedische Staatsbahnen Statens Järnvägar (SJ) von ASEA gebaute Elektrolokomotive. Die Lokomotiven waren die ersten thyristorgesteuerten Serien-E-Loks in Schweden. Mit 366 in verschiedenen Varianten hergestellten Exemplaren ist die Baureihe die in Schweden am meisten verbreitete Loktype.

## Geschichte
Die Beschaffung dieser Baureihe erfolgte aus der Erkenntnis der SJ, dass die seit 1925 gebauten 333 alten D-Lokomotiven ersetzt werden müssen. Dazu kamen beschäftigungspolitische Gründe, da ASEA an Auftragsmangel litt sowie Erfahrungen mit dem Bau von Wechselstromlokomotiven sammeln sollte. Deshalb wurde 1962 eine Vorserie von sechs Exemplaren in verschiedenen Ausführungen hergestellt und in die Unterbaureihen Rb1, Rb2 und Rb3 eingereiht. Nur wenige Jahre vor dem Bau der Lokomotiven kamen die ersten Thyristoren auf den Markt. Diese erschienen den Entwicklern noch nicht so weit ausgereift, um sie gleich beim Bau der Baureihe Rb einzusetzen. Als der Einsatz von Thyristoren möglich war, wurde die Rb1 1001 1965 zur Thyristorlok umgebaut und als Rb1T bezeichnet.

## Technische Ausrüstung
Grundsätzlich können bis zu drei Rc-Loks (einschließlich der aus ihnen abgeleiteten Type Rm und El 16) über eine Vielfachsteuerung miteinander verbunden und von einem Führerstand aus bedient werden. Teilweise wurden die Loks nachträglich mit Rangierbühnen und Funkfernsteuerung ausgerüstet – erkenntlich an dem zusätzlich schräg nach oben verlaufenden roten Streifen.
Die Loks waren zunächst orange lackiert, später blau mit rotem Streifen. Die Loks, die 2001 auf Green Cargo übergingen, erhielten anfangs alle einen entsprechenden Aufkleber und werden Stück für Stück grün lackiert. Ende 2006 hatte SJ AB (nach einem kurzen Test mit grauen Loks entsprechend dem Design der X40-Triebwagen) begonnen, seine blauen Rc3 und Rc6 schwarz zu lackieren.

## Einsatz
Die Lokomotiven kommen vor allen Zuggattungen in allen Teilen des Landes sowie bis nach Norwegen hinein zum Einsatz. Die Möglichkeit der Dreifachtraktion wurde vorzugsweise beim Einsatz der Rm/Rc-Loks vor Erzzügen und vor den Stahlzügen der SSAB von und nach Borlänge ausgenutzt.
Im Bereich Mälardalen wurden zeitweise Regionalzüge mit zwei Rc-Loks bespannt. Dabei befand sich eine Lok an der Spitze des Zuges, die andere am Zugende. Hierdurch verkürzten sich die Fahrzeiten, da der Zug nicht gewendet werden muss. Die hintere Lok lief dabei ohne Antrieb mit. Eine ähnliche Konstellation wurde im SJ-Pendelverkehr zwischen Stockholm und Uppsala verwendet, hierbei handelt es sich um eine serielle Multipelsteuerung (SMS), die hintere Lok sorgt ebenfalls für Traktion und ermöglicht damit eine sehr hohe Beschleunigung der Zuggarnitur. Die Steuerimpulse werden von der vorderen Lok über das UIC-Kabel an die hintere Lok übermittelt.
Nach der Aufteilung der SJ sind die Loks heute der SJ AB, der Green Cargo und dem Affärsverket Statens Järnvägar (SSRT – nach dessen Auflösung seit 2012 Trafikverket) zugeordnet.

## Versionen

### SJ Rc / Rc1

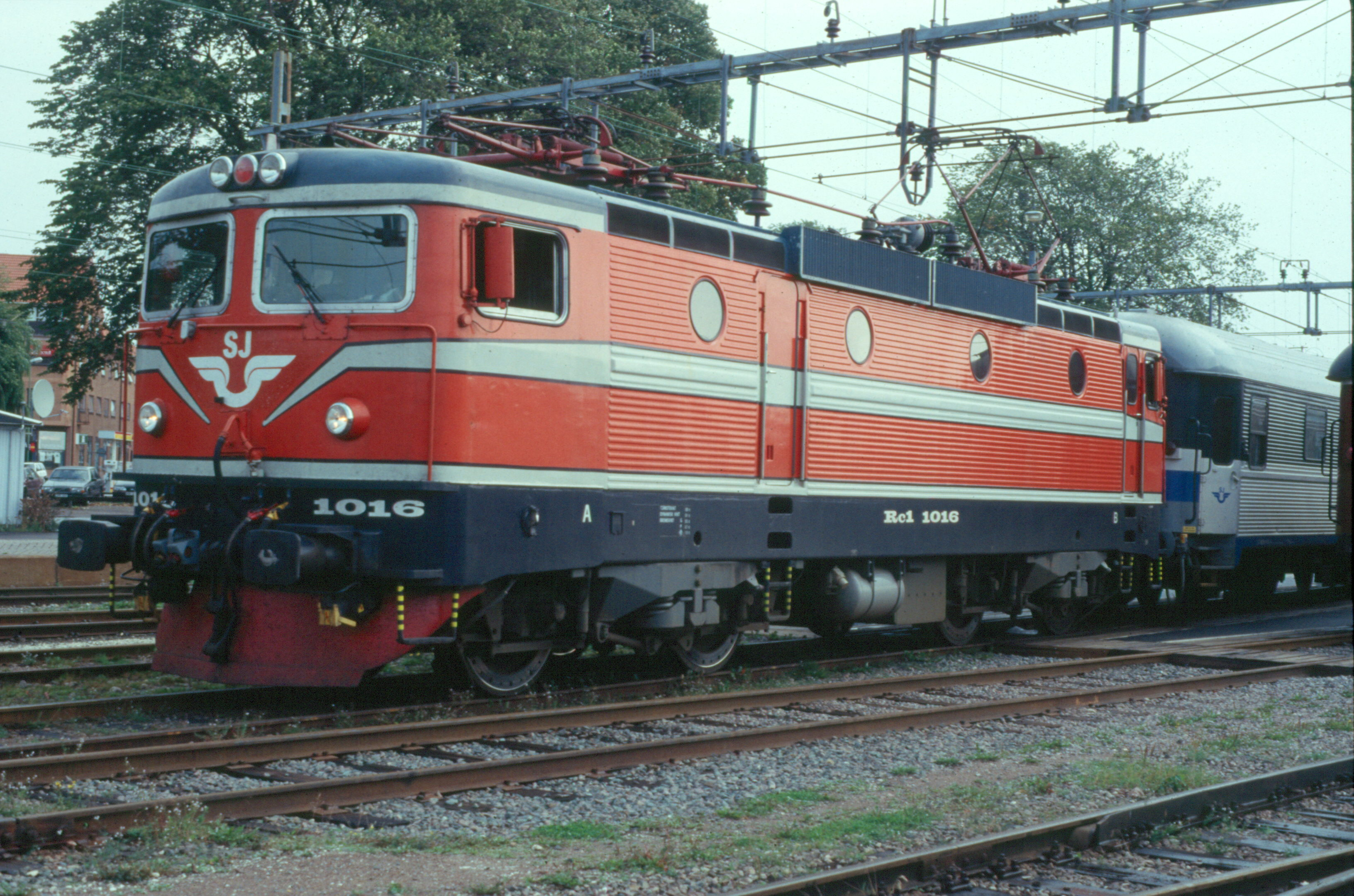
Rc1 1016 in Kalmar

1967/68 wurden die 20 Rc der ersten Serie von ASEA in Västerås in Zusammenarbeit mit ASF-F in Falun, Nydqvist och Holm in Trollhättan sowie Motala Verkstad geliefert. Sie erhielten die Nummern 1007–1026. Erst mit der Bestellung der Folgeserie Rc2 erhielten diese Lokomotiven die Bezeichnung Rc1.
Die Lokomotiven wurden für den Personen- und Güterzugdienst gebaut, zuerst jedoch vordringlich im schnellen Reisezugdienst verwendet, um die Baureihen Ra und F zu ersetzen. Die Farben des Lokkastens waren ursprünglich rot-orange, weiß und dunkelblau mit hellblauen Dach.
Immer wieder wurden an den Lokomotiven Umbauten und Verbesserungen vorgenommen. Am Ende der 1970er Jahre wurden die Bremsen um- und Rangiertritte angebaut. Zudem erhielten die Lokomotiven elektrische Filter, um Störungen an Telekommunikationseinrichtungen durch die Motoren zu verhindern. Das Farbschema wurde geändert, so dass das rote Feld über den Pufferbohlen verschwand und wie der Rest der Lokomotiven unten schwarz wurde. Das gelbe Flügelrad wurde durch die „SJ-Marke“ ersetzt – ein quadratisches Logo mit Streifen auf beiden Seiten, das ein stilisierte Laufrad symbolisiert.
Rc1 1013 verunglückte am 23. November 1974 bei Östansjö, wurde daraufhin ausgemustert und 1977 in Örebro verschrottet.

#### SJ Rc1R
Die größte Umbauaktion fand zwischen 1996 und 2000 statt. Die Lokomotiven bekamen neue Lufteinlässe, die sich über die gesamte Länge der Dachkante erstrecken, wurden mit Funksteuerung für den Rangierbetrieb ausgerüstet und erhielten einen neuen blauen Anstrich. Durch den Funkeinbau (R=radiostyrning) wurden die Lokomotiven intern mit der Bezeichnung Rc1R geführt.

#### GC Rc1R

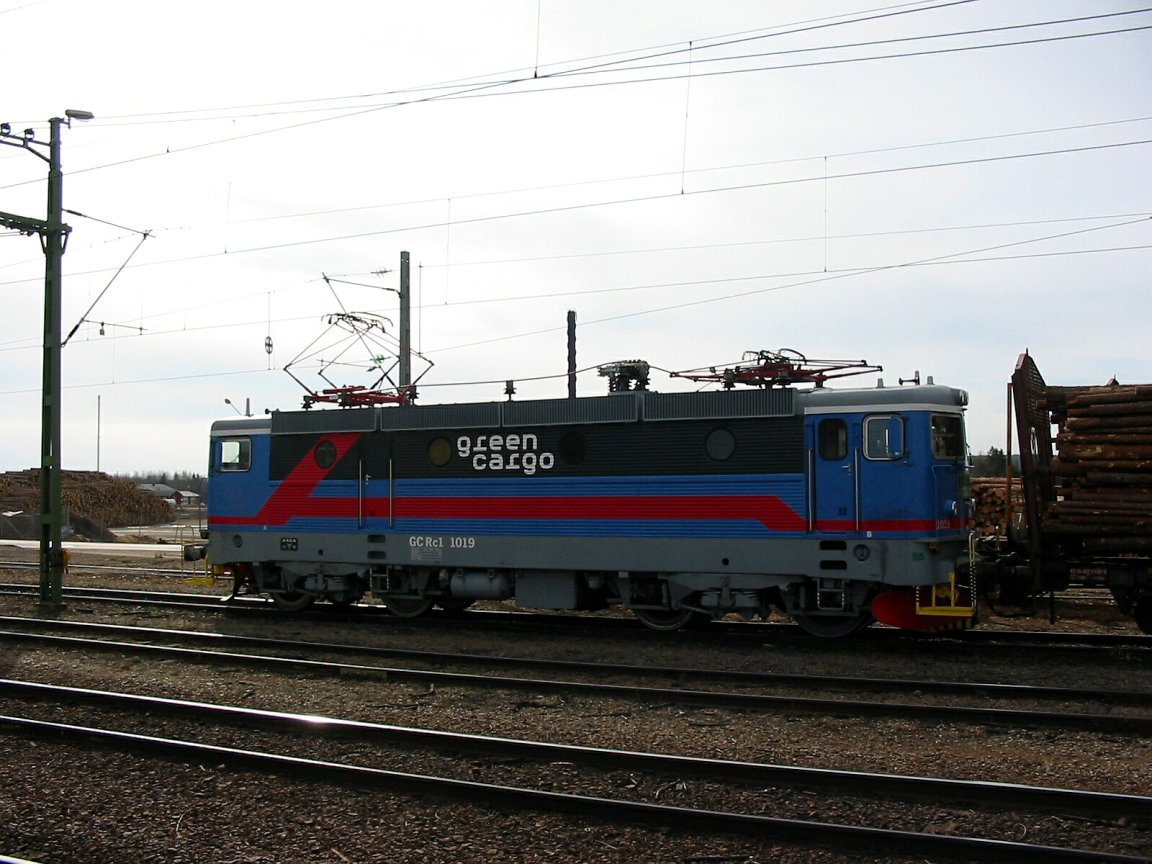
GC Rc1R 1019 mit Holztransport

Im Rahmen der Privatisierung der Statens Järnvägar zum 1. Januar 2001 wurden die Geschäftsbereiche neu geordnet. Die noch vorhandenen 19 Rc1R wurden Green Cargo zugeordnet, die die Loks vor allem in Hallsberg, Sävenäs und Borlänge im Rangierdienst einsetzten. Sie behielten das blaue Farbschema und erhielten einen roten schrägen Streifen, der das A-Ende (das vordere Ende der Lokomotive) markierte.
Ab 2013 bis Ende 2014 erfolgte die generelle Abstellung der Lokomotiven; sie wurden meist nach Eskilstuna zur Hinterstellung gebracht und sind teilweise bereits verschrottet. Lediglich 1026 hielt sich bis zum Verkauf im Juni 2015 im Einsatzdienst.
Ausmusterungen
- 1012 brannte 2002 bei Ryggen ab, wurde ausgemustert und 2004 in Örebro verschrottet.
- 1015, 1017, 1022 und 1025 wurden 2014 in Eskilstuna verschrottet.
- 1020 brannte bereits 1999 in Hallsberg, wurde jedoch an GC übertragen. Die Ausmusterung erfolgte 2002, die Verschrottung 2004 in Örebro.

Verkäufe
- 1007 wurde 2014 an Sveriges Järnvägsmuseum in Gävle verkauft und in den Stil um 1978 mit der SJ-Marke zurückversetzt.
- Mit ihr wurde die 1021 vom Museum erworben, um Ersatzteile zu erhalten. Im Frühjahr 2016 wurde bestimmt, dass die Lokomotive wieder hergerichtet und für interne Transportaufgaben von Trafikverket verwendet werden soll.
- 1009, 1014 und 1026 wurden 2015 an Tågab verkauft. Die 1009 wurde Ersatzteilspender.

#### Tågab Rc1
2015 wurden die Lokomotiven 1014 im Mai und 1009 und 1026 im Dezember von Green Cargo als Tågab Rc1 übernommen. 1009 wurde als Ersatzteilspender abgestellt.

### SJ Rc2
Die zweite Serie, eine verbesserte Ausführung der Rc1, wurde in einer Auflage von 100 Stück von 1969 bis 1975 ausgeliefert. Sie erhielten die Nummern 1027 bis 1056 und 1067 bis 1136. Die Lokomotiven hatten bei der Lieferung eine orange Farbgebung und wurden im Laufe der 1990er Jahre in das neue blaue Design umlackiert.
Die Lokomotiven wurden wie die Rc1 zur Beförderung aller Zuggattungen eingesetzt.
In den 1990er Jahren wurden 23 Rc2 zu Rc3 umgebaut: 1993: 1056; 1995: 1051–1053, 1055; 1996: 1046–1050, 1054; 1998: 1039, 1040, 1042, 1044, 1045, 1067, 1068, 1070, 1073–1075; 1999: 1041. Damit verbunden war die Erhöhung der Höchstgeschwindigkeit auf 160 km/h.
Bereits ein Jahr später wurde Rc3 1070 wieder in eine Rc2 zurückgebaut.
- Rc2 1027 wurde 1997 in Rc2R sowie 1999 in Rc3R umgebaut.
- Rc2 1039 wurde 1998 in Rc3 und 1999 in Rc3R umgebaut

Ausmusterungen
- Rc2 1029 entgleiste am 11. November 1971 in Grevie und hatte am 23. Dezember 1972 erneut einen Unfall mit Rc2 1044 in Sävsjö. Dabei wurde ein Mensch getötet. Danach wurde sie ausgemustert und 1973 in Vislanda verschrottet.
- Rc2 1042 entgleiste am 10. September 1973 in Vikingstad und erlitt einen Totalschaden. Im gleichen Jahr erfolgte die Ausmusterung, 1977 wurde sie in Örebro verschrottet.
- Rc2 1109 verunglückte am 2. Juni 1980 mit Ma 830 in Hinsnoret, wobei elf Menschen starben. Die Ausmusterung erfolgte 1981, die Verschrottung 1982 in Örebro.

Vermietungen
- die Österreichischen Bundesbahnen liehen 1970 zu Testzwecken die Rc2 1049 aus. Es sollte geprüft werden, ob Thyristorlokomotiven für den Einsatz auf Hochgebirgsstrecken geeignet seien. Die Testfahrten verliefen so erfolgreich, dass sie in eine Bestellung von zehn leicht modifizierten Rc2 mündeten. Diese erhielten in Österreich die Baureihenbezeichnung ÖBB 1043.
- von 1999 bis 2002 wurde Rc2 1113 an Tågkompaniet als TKAB Rc2 13 sowie Rc2 1117 als TKAB Rc2 14 ausgeliehen.

#### SJ Rc2R
Wie bei der Rc1R wurde ein Teil der Lokomotiven der Serie zwischen 1996 und 2000 mit Funksteuerung für den Rangierbetrieb ausgerüstet. Durch den Funkeinbau (R=radiostyrning) wurden die Lokomotiven intern mit der Bezeichnung Rc2R geführt. Dies betrifft die Lokomotiven Rc2R 1027, 1028 und 1030–1038.

#### GC Rc2
Im Rahmen der Privatisierung der Statens Järnvägar zum 1. Januar 2001 kamen alle noch vorhandenen Lokomotiven zu Green Cargo. Ab diesem Zeitpunkt wurden sie ausschließlich im Güterverkehr eingesetzt. Dort wurde ein Teil der Maschinen mit dem grünen Anstrich der Gesellschaft versehen.

#### GC Rc2R
Rc2R 1028 und 1030–1038 wurden von SJ in dieser Ausführung übernommen und erhielten die Bezeichnung GC Rc2R 1028 und 1030–1038.

#### TKAB Rc2 13 und 14
Von 1999 bis 2002 waren Rc2 1113 als TKAB Rc2 13 sowie Rc2 1117 als TKAB Rc2 14  durch die Svenska Tågkompaniet AB ausgeliehen. Nach der Rückgabe an SJ wurden sie an Green Cargo verkauft.

#### NRFAB Rc2
Die 143.039 wurde 2021 an die Leasing-Gesellschaft Nordic Re-Finance AB (NRFAB) verkauft. Da die 143.039 ursprünglich bei SJ die Rc2 1039 war und erst 1998 zur Rc3 umgebaut wurde, erhielt sie ihre ursprüngliche Baureihenbezeichnung zurück und läuft nun als NRFAB Rc2 1039.

#### Tågab Rc2
Bei Rc3 1045 und Rc3 1052 wurde 2015/16 die Getriebeübersetzung geändert und die Höchstgeschwindigkeit auf 135 km/h verringert. Nach dem Umbau erhielten sie die Baureihenbezeichnung Tågab Rc2 bei gleichen Betriebsnummern.

### SJ Rc3
Die Rc3 sind, abgesehen von der Getriebeübersetzung, mit den Rc2 identisch. Durch diese Übersetzung sind die Rc3 für eine Geschwindigkeit von 160 km/h ausgelegt. Ursprünglich wurden 1970/71 zehn Rc3 für SJ gebaut. Sie waren vor allem für schnelle Reisezüge vorgesehen, beförderten jedoch umlaufbedingt zeitweise Güterzüge. Sie erhielten die Nummern 1057 bis 1066.
Umbauten
Diese als originale Rc3 gelieferten Lokomotiven wurden mehrmals umgebaut:
- Rc3 1057 und Rc3 1058 wurden 1987 zur Rc2, der Rückbau zur Rc3 erfolgte 1988.
- Rc3 1059 wechselte gleich mehrmals die Baureihenbezeichnung. Sie wurde 1981 zur Rc2, Anfang 1984 zur Rc3 und im Juni 1984 wieder zur Rc2. 1986 erfolgte erneut der Umbau zur Rc3 und wieder zur Rc2. 1988 wurde sie wieder eine Rc3-Lokomotive.
- Rc3 1064 wurde 1976 eine Rc2, der Rückumbau zur Rc3 erfolgte 1979.
- Rc3 1065 wurde 1989 eine Rc2, der Rückumbau zur Rc3 erfolgte 1989.
- Rc3 1066 wurde 1976 eine Rc2, der Rückumbau zur Rc3 erfolgte 1978.

- Rc4 1198 wurde 1981 in eine Rc3 umgebaut. Der Rückumbau in eine Rc4 erfolgte 1988.
- Rc4 1255 wurde im November 1981 in eine Rc3 umgebaut. Der Rückumbau in eine Rc4 erfolgte einen Monat später im Dezember 1981. Die gleichen Umbauten folgten im März 1982, als sie eine Rc3 wurde, die im April 1982 zur Rc4 zurückgebaut wurde.

- In den 1990er Jahren wurden 23 Rc2 zu Rc3 umgebaut: 1993: 1056; 1995: 1051–1053, 1055; 1996: 1046–1050, 1054; 1998: 1039, 1040, 1042, 1044, 1045, 1067, 1068, 1070, 1073–1075; 1999: 1041. Damit verbunden war die Erhöhung der Höchstgeschwindigkeit auf 160 km/h.

Verkäufe
- 2004 erwarb die zum 1. Januar 2001 gegründete Leasing-Gesellschaft Affärsverket Statens Järnvägar die Rc3 1040 und 1041. Sie erhielten die Betriebsnummern SSRT Rc3 1040 und 1041.

Im Jahre 2013 beschlossen SJ, diese Baureihe vollständig zu veräußern. 2014 verkauften sie im Frühjahr acht Lokomotiven an Hector Rail sowie fünf an Tågåkeriet i Bergslagen.
- Rc3 1045, 1052, 1062, 1063 und 1066 gingen an Tågåkeriet i Bergslagen AB. Sie erhielten die Baureihenbezeichnung Tågab Rc3 und behielten die gleichen Betriebsnummern.
- Rc3 1039, 1046, 1048, 1054, 1059–1961 und 1064 gingen an Hector Rail. Dort erhielten sie die Baureihenbezeichnung  HCTOR 143, die laufende Nummer bilden jeweils die drei letzten Stellen der bisherigen Betriebsnummer, beispielsweise wurde Rc3 1039 zur 143.039.

Im Oktober 2014 gingen die letzten vorhandenen zwölf Lokomotiven Rc3 1047, 1049–1051, 1053, 1055–1058, 1065 und 1067 sowie die Rc3R 1027 an Beacon Rail.

#### SJ Rc3R
Mit Ausstattung für den Rangierbetrieb mit Funkfernsteuerung wurden nur zwei Lokomotiven geführt. Dies waren die Rc2R 1027, die 1999 durch ein anderes Getriebe zur Rc3R 1027 wurde, sowie die Rc3 1039, die im gleichen Jahr mit der Funkfernsteuerung ausgestattet zur Rc3R 1039 wurde. Bei der Aufteilung der Statens Järnvägar in verschiedene Geschäftsbereiche zum 1. Januar 2001 kamen die beiden Rc3R zur neuen SJ AB zur Beförderung von Reisezügen.
Die Rc3R 1039 wurde 2014 an Hector Rail verkauft und erhielt dort die Bezeichnung HCTOR 143.039. Die Rc3R 1027 kam zu Beacon Rail.

#### GC Rc3G
2001/2 kaufte Green Cargo einige Lokomotiven von SJ für den Einsatz in Postzügen, für die schnellere Geschwindigkeiten notwendig waren. Diese Lokomotiven wurden die inoffizielle gebildete Baureihe Rc3G einsortiert. Dies waren 2001: Rc3 1044, 1068, 1073–1075. 2002 folgte noch Rc3 1042.

#### HCTOR 143
Hector Rail kaufte 2014 die Rc3R 1039 sowie die Rc3 1046, 1048, 1054, 1059–1961 und 1064. Dort erhielten sie die Baureihenbezeichnung 143, die laufende Nummer bilden jeweils die drei letzten Stellen der bisherigen Betriebsnummer, beispielsweise wurde Rc3R 1039 zur 143.039.
Die 143.046 und die 143.064 wurden 2019 und die 143.039 wurde 2021 an die Leasing-Gesellschaft Nordic Re-Finance AB (NRFAB) verkauft. Da die 143.039 ursprünglich bei SJ die Rc2 1039 war und erst 1998 zur Rc3 umgebaut wurde, erhielt sie ihre ursprüngliche Baureihenbezeichnung zurück und läuft nun als NRFAB Rc2 1039. Die ursprünglichen Rc3R 1046 und Rc3R 1064 der SJ erhielt die vorhergegangene Baureihenbezeichnung NRFAB Rc3 1046 / Rc3 1064 zurück.
Die 143.059 wurde 2020 an die Tågåkeriet i Bergslagen AB verkauft und erhielt dort die Baureihenbezeichnung Tågab Rc3 1059.

#### NRFAB Rc3
Die ursprünglichen Rc3R 1046 und Rc3R 1064 der SJ und von Hector Rail als 143.046 und 143.064 bezeichneten Lokomotive wurde 2019 an die Leasing-Gesellschaft Nordic Re-Finance AB (NRFAB) verkauft. Sie  erhielt die vorhergegangene Baureihenbezeichnung NRFAB Rc3 1046 / Rc3 1064 zurück.

#### SSRT Rc3
2004 erwarb die zum 1. Januar 2001 gegründete Leasing-Gesellschaft Affärsverket Statens Järnvägar die Rc3 1040 und 1041. Sie erhielten die Betriebsnummern SSRT Rc3 1040 und 1041.
Affärsverket Statens järnvägar (ASJ) wurde 2012 abgewickelt. Die Lokomotiven wurden von Trafikverket übernommen, waren aber schon einige Jahre zuvor an Tågab ausgeliehen worden.

#### Tågab Rc3
Die vor der Abwicklung von ASJ an Tågab verliehenen und dort als Tågab Rc3 1040 und 1041 bezeichneten Lokomotiven werden in den Eigentumslisten von Trafikverket als TRV Rc3 1040 und 1041 geführt.
2014 kaufte Tågåkeriet i Bergslagen AB die Rc3 1045, 1052, 1062, 1063 und 1066. Sie erhielten die Baureihenbezeichnung Tågab Rc3 und behielten die gleichen Betriebsnummern. 2020 folgte die 143.059 und erhielt dort die Baureihenbezeichnung Tågab Rc3 1059.
Bei Rc3 1045 und Rc3 1052 wurde 2015/16 die Getriebeübersetzung geändert und die Höchstgeschwindigkeit auf 135 km/h verringert. Nach dem Umbau erhielten sie die Baureihenbezeichnung Tågab Rc2 bei gleichen Betriebsnummern.

#### Beacon Rail Rc 3
Im Oktober 2014 wurden die letzten vorhandenen zwölf Lokomotiven Rc3 1047, 1049–1051, 1053, 1055–1058, 1065 und 1067 sowie die Rc3R 1027 an die Leasing-Gesellschaft Beacon Rail verkauft. Unmittelbar nach dem Kauf verlieh Beacon Rail die Lokomotiven an das Eisenbahnverkehrsunternehmen RushRail. Dort wurden die Lokomotiven mit den Kennzeichen des Unternehmens versehen.

### SJ Rc4
Die vierte Serie war die größte Serie dieser Lokbaureihe, die von 1975 bis 1982 in 130 Exemplaren geliefert wurde. Sie erhielten die Nummern 1137–1200, 1251–1256 und 1263–1322. Wie die Rc1 und die Rc2 erreichten sie eine Höchstgeschwindigkeit von 135 km/h. Sie wurden in ganz Schweden im Reise- und Güterzugdienst eingesetzt.
Vermietungen
- Rc4 1166 wurde von 1976 bis 1977 an Amtrak in die Vereinigten Staaten verliehen. Unter der Bezeichnung X995 fuhr die Lok im Probeeinsatz zwischen New York und Washington. Die guten Ergebnisse führten zu einer Bestellung, wobei die 65 Lokomotiven mit der Typbezeichnung EMD AEM-7 bei EMD in den USA für Amtrak und andere Gesellschaften gefertigt wurde. ASEA lieferte verschiedene Teile dazu. Diese Lokomotiven erreichten im Regelbetrieb Höchstgeschwindigkeiten bis zu 200 km/h.[8]
- Norges Statsbaner erprobten mit der Rc4 1137 diese Baureihe. Die Erprobung führte zur Bestellung der Baureihe El 16. Diese ist eine modifizierte Rc4, die sich von der schwedischen Ausführung durch geänderte Frontpartien sowie stärkere Fahrmotoren unterscheidet.

Ausmusterungen
- Rc4 1292 stieß am 16. November 1987 bei Lerum frontal mit der Rc4 1300 zusammen. Das Unglück forderte neun Menschenleben. Beide Lokomotiven wurden noch vor Ort zerlegt.

Umbauten
- Rc4 1198 wurde 1981 in eine Rc3 umgebaut. Damit war eine Erhöhung der Höchstgeschwindigkeit auf 160 km/h verbunden. Der Rückumbau in eine Rc4 erfolgte 1988. Ein weiterer Umbau folgte 1994 durch den Einbau einer Funkfernsteuerung sowie Rangiertritten für den Rangierbetrieb zur Rc4R.
- Rc4 1199 wurde 1994 in eine Rc4R umgebaut.
- Rc4 1255 wurde im November 1981 in eine Rc3 umgebaut. Der Rückumbau in eine Rc4 erfolgte einen Monat später im Dezember 1981. Die gleichen Umbauten folgten im März 1982, wo sie eine Rc3 wurde, die im April 1982 zur Rc4 zurückgebaut wurde.

#### SJ Rc4R
Rc4 1198 und 1199 wurden 1994 durch den Einbau von Rangiertritten sowie einer Funkfernsteuerung für den Rangierbetrieb in die Baureihe Rc4R umgebaut.

#### GC Rc4 / GC Rc4R
Bei der Aufteilung der Statens Järnvägar in verschiedene Geschäftsbereiche zum 1. Januar 2001 kamen alle noch vorhandenen Rc4 sowie die beiden Rc4R zu Green Cargo und wurden nur noch im Güterverkehr eingesetzt. Dort fahren sie unter anderem in Doppeltraktion seit dem 4. Januar 2011 den North Rail Express, einen Containerzug, zwischen dem Güterbahnhof Oslo-Alnabru und Narvik, der auf der Hinfahrt Waren für den Großraum Narvik und auf der Rückfahrt in der Wintersaison Fisch von den Lofoten transportiert.
2007 wurden die Lokomotiven GC Rc4 1177 bis GC Rc4 1183 mit Rangiertritten sowie der Funkfernsteuerung ausgestattet und danach als GC Rc4R bezeichnet. 2008 folgen 1184–1191, 1193–1197, 1200, 1251–1256, 1263–1276 und 1278–1281. Das Umbauprogramm wurde 2009 mit den Nummern 1282–1289 und 1291–1298 abgeschlossen.
Verkäufe
- 2014 wurde 1156 an Svensk Tågkraft AB verkauft und erhielt bei gleicher Seriennummer die Baureihenbezeichnung STAB Rc.
- 2015 wurden 1137, 1140, 1144, 1146, 1152, 1158, 1159 und 1164 an die Leasing-Gesellschaft Nordic Re-Finance AB verkauft und erhielten bei gleicher Seriennummer die Baureihenbezeichnung NRFAB Rc4.

#### GC Rc4P / GC Rc4PR
Für die Beförderung der Postzüge, deren Beförderung seit 2001 der Baureihe GC Rc3G oblag, wurden ab 2005 einige Lokomotiven mit dem Getriebe für die Höchstgeschwindigkeit von 160 km/h ausgerüstet. Erste Lok war 2005 die Rc4 1322. danach in den folgenden Jahren die 1319 und 1320. Die letzten Umbauten waren 2010 die Rc4R 1298 und 2011 die 1321. Die normalen Rc4 führen die Baureihenbezeichnung Rc4P, die umgebaute Rc4R wurde zur Baureihe Rc4PR.

#### STAB Rc
Die GC Rc4 1156 wurde 2014 an Svensk Tågkraft AB verkauft und erhielt die Baureihenbezeichnung STAB Rc 1156.

#### NRFAB Rc4
Die Leasing-Gesellschaft Nordic Re-Finance AB erwarb 2015 von Green Cargo die Lokomotiven 1137, 1140, 1144, 1146, 1152, 1158, 1159 und 1164. Sie erhielten bei gleicher Seriennummer die Baureihenbezeichnung NRFAB Rc4.

#### ITAB RC4
Die Tochtergesellschaft Inlandståg AB der Inlandsbanan AB erwarb 2019 die Lok Rc4 1139 von Green Cargo. Neu ist die Bezeichnung RC4 (EVN: 91 74 000 1139-6 S-ITAB). Sie erhielt vom Betreiber den Namen Elektra.

### SJ Rc5
Die fünfte Serie wurde von 1982 bis 1986 in 60 Exemplaren geliefert. Sie erhielten die Nummern 1323–1388. Wie die Rc1, die Rc2 und die Rc4 erreichten sie eine Höchstgeschwindigkeit von 135 km/h. Sie wurden in ganz Schweden im Reise- und Güterzugdienst eingesetzt.
Von der Rc4 zur Rc5 gab es einen Entwicklungssprung. Die Maschinen erhielten nach neuesten ergonomischen Erkenntnissen ausgestattete Führerstände mit Klimaanlage. Für die Verglasung der Frontfenster wurde Panzerglas verwendet. Es kam eine modernere Version der Thyristor-Stromrichter sowie der Fahrmotoren zum Einsatz. Darüber hinaus wurden die Loks mit einer elektronischen Überwachung, einem Fahrzeugcomputer, ausgerüstet, der Störungen zur Vorbereitung des nächsten Werkstattaufenthaltes in den Führerstand meldet. Optisch unterscheiden sie sich von den früheren Serien durch größere Lufteinlässe, die sich seitlich über die gesamte Dachkante hinziehen.
Die Rc5 1377 wurde 1985 vor der Beschaffung der SJ X2-Triebwagen mit einem Testanstrich in weiß-silber ausgeliefert. Später erhielt die Lok eine blau-schwarze Lackierung, wobei die Seitenflächen teilweise schwarz und mit einem Muster aus blauen Linien versehen waren. Diese Farbgebung diente zur Erprobung des später eingeführten blauen Farbschemas de SJ. Die Lok erhielt die Spitznamen „John Silver“ und „Discoloket“.
Zwischen 1992 und 1995 wurden alle Lokomotiven der Serie in die Baureihe Rc6 umgebaut.

### SJ Rc6

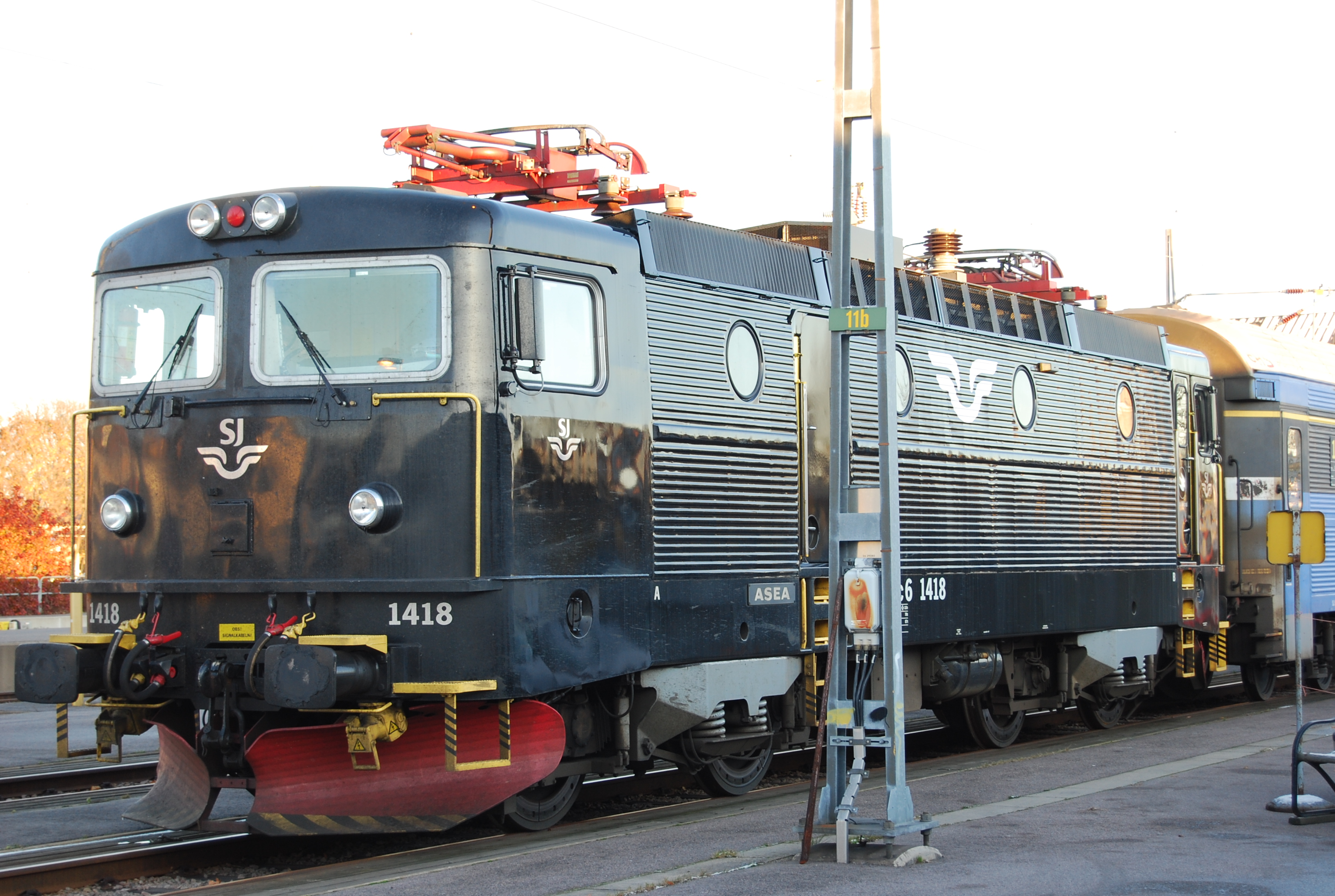
Rc6 der SJ in aktueller schwarzer Farbgebung

Die Bauserie Rc6 war die letzte original gebaute Serie. Die 40 Lokomotiven wurden zwischen 1985 und 1988 gebaut und erhielten die Nummer 1383–1422. Wie die Rc3 waren sie ab Werk so ausgelegt, dass ihre Höchstgeschwindigkeit 160 km/h betrug.
Rc6 1396 erhielt bei der Ablieferung 1986 die Aufschrift „SJ:s 334:e Rc-lok“, da mit ihrer Anlieferung die Zahl der bislang größten Ellok-Serie in Schweden, der Baureihe D, überschritten wurde. Die D mit 333 Exemplaren wurde bis 1943 gebaut und war lange die größte gelieferte Ellok-Serie der Welt.
Der steigende Bedarf der SJ an schnellfahrenden Lokomotiven für Reisezüge mit einer Höchstgeschwindigkeit von 160 km/h führte dazu, dass zwischen 1992 und 1995 alle Rc5-Lokomotiven in Rc6 umgebaut wurden.
Bei der Aufteilung der Statens Järnvägar in verschiedene Geschäftsbereiche zum 1. Januar 2001 kamen alle Lokomotiven zu SJ AB und werden seither im Normalfall nur im Reisezugdienst eingesetzt.

#### SJ Rc6U
Die Rc6 1348–1382 wurden mit SMS-Ausrüstung (schwedisch seriell multipelstyrning) versehen und intern mit der Baureihenbezeichnung Rc6U versehen. Dies wurde an den Fahrzeugen nicht angeschrieben, wird jedoch so im Fahrzeugplanungssystem, in den Fahrzeuglisten und den Werkstattsystemen so verwendet.
Diese Technik ermöglicht eine Vielfachsteuerung der Lokomotiven über UIC-Kabel. Sie wurde erstmals verwendet, als SJ drei Steuerwagen der Baureihe AFM7 für den Verkehr zwischen Stockholm und Uppsala beschafften. Die SMS-Ausrüstung war erforderlich, um die Lokomotive vom Steuerwagen aus bedienen zu können. Heute wird sie dort verwendet, wo Züge mit je einer Lok an jedem Ende bespannt werden, wie im Mälardalen, um kurze Wendezeiten der Züge zu erreichen.

#### TKAB Rc6
Da ausreichend schnellfahrende Lokomotiven vorhanden waren, konnte SJ ab 1999 die Lokomotiven Rc6 1323–1334 an die Svenska Tågkompaniet vermieten. Sie wurden dort unter der Baureihe TKAB Rc6 eingereiht und erhielten die Betriebsnummern 1–12. 2002 folgen die Lokomotiven Rc6 1325–1337, die neu als TKAB Rc6 16–18 gelistet wurden. 2004 wurden alle Lokomotiven an SJ zurückgegeben.

#### SSRT Rc6
Die 2004 von TKAB zurückgegebenen TKAB Rc6 1–12 und 16–18 wurden sofort an Affärsverket Statens järnvägar weiterverkauft und dort unter der Baureihenbezeichnung SSRT Rc6 geführt. Als Betriebsnummern wurden die alten SJ-Nummern 1323–1336 verwendet.
Die Lokomotiven erhielten die SSRT-Kennzeichnung. Einige davon wurden rot lackiert und mit der Eigentumsbeschriftung des Entleihers versehen (Connex, 2006; Veolia Transport, 2008; Statens Järnvägar, 2009).
Affärsverket Statens järnvägar wurde 2012 abgewickelt. Die Lokomotiven wurden von Trafikverket übernommen.

#### TRV Rc6
Trafikverket (TRV) übernahm nach der Abwicklung von Affärsverket Statens järnvägar (ASJ) deren Lokomotiven, hauptsächlich zur Vermietung an SJ AB für Einsätze im Norden Schwedens. Die Lokomotiven 1324 und 1326–1328 blieben unverändert und wurden der Baureihe TRV Rc6 zugeordnet.

#### TRV Rc6E
Die Lokomotiven 1323, 1325 sowie 1329–1336 wurden mit European Rail Traffic Management System (ERTMS) ausgerüstet und werden als Baureihe TRV Rc6E geführt.

### SJ Rc6B / Rc7
Die Bezeichnung Rc6B wurde für die Rc6 vergeben, die einen besonderen dunkelblauen Anstrich erhielten. Dies waren die 1418–1422. Sie sollten unter dem Namen Blue X oder IC 11 Ersatzzüge für die Schnelltriebwagen der Reihe X2 fahren.
Die Loks 1421 und 1422 erhielten zudem eine geänderte Getriebeübersetzung für Geschwindigkeiten bis 180 km/h und deshalb die Bezeichnung Rc7. Allerdings erwies es sich als zu kostspielig, Reisezugwagen für die erhöhte Geschwindigkeit mit Magnetschienenbremsen und anderen Details auszurüsten oder neu zu bauen.
Daher wurden die Rc7 1421 (2004) und 1422 (2003) wieder zu Rc6 zurückgebaut, behielten jedoch ihren dunkelblauen Anstrich.

### GC Rd2
Green Cargo beschloss 2007 die Modernisierung mehrerer seiner Rc2-Lokomotiven. Der Beschluss wurde später auf die gesamte Serie ausgeweitet. Die Lokomotiven erhielten neue Stromrichter auf IGBT-Basis (400 V, 50 Hz, 120 kVA dreiphasig), neue Kompressoren sowie eine neue Computersteuerung, die unter anderem die Schleuderneigung verringern soll. Die Führerhäuser wurden umgebaut und wurden mit Klimaanlagen ausgestattet, um den Lokführern verbesserte Arbeitsbedingungen zu bieten. Alle Lokomotiven erhielten die Einrichtung für Funkfernsteuerung.
Ferner wurde ein neues Vielfachsteuerungssystem eingebaut, so dass die Lokomotiven nun mit anderen Rc- und Rd2-Lokomotiven sowie mit der Diesellokbaureihe Td im Verbund gefahren werden können. Außerdem ist diese Verbundvariante mit den Baureihen GC Re oder HCTOR 241 möglich.
Die Lokomotiven wurden im Bombardier-Werk in Västerås umgebaut. Die erste Lokomotive war im Herbst 2009 bereit für die Probefahrten. Seit Anfang 2011 verwendet Green Cargo die Rd2 im Güterverkehr, der Umbau der gesamten Serie war 2014 beendet.
Das Farbschema ist eine aktualisierte Version des vorherigen Designs von Green Cargo. Das Logo auf der Seite der Lokomotive ist viel größer und das A-Ende ist mit zwei roten Streifen auf der Frontseite gekennzeichnet. Die umgebauten Lokomotiven können an den Scheinwerfern und den schwarzen Kästen auf den Dächern, die die Ausrüstung für die Klimaanlage enthalten, erkannt werden.
Nach dem Umbau sind drei verschiedene Varianten der Baureihe vorhanden.

#### GC Rd2R
Die Lokomotiven 1028, 1031, 1033, 1035, 1038, 1042, 1044, 1068–1073, 1076, 1077, 1079, 1085–1091, 1094–1101, 1103–1108, 1110, 1111, 1114, 1115, 1116, 1117, 1118, 1119, 1121, 1122, 1123, 1124, 1128, 1130, 1131 und 1133–1136 sind der Baureihe GC Rd2R zugeordnet. Alle, die zuvor keine Rangiertritte hatten, wurden damit ausgerüstet.

#### GC Rd2ER
16 Lokomotiven wurden als Baureihe GC Rd2ER mit dem Sicherheitssystem ERTMS ausgestattet, das sie für den Dienst auf Ådalsbanan, Botniabanan und Haparandabanan benötigen. Es sind dies: 1036, 1068, 1074, 1075, 1084, 1102, 1112, 1113, 1120, 1122, 1123, 1125, 1126, 1127, 1129, 1132.

#### GC Rd2RT
Neun Lokomotiven erhielten eine Einrichtung, die eine Fernsteuerung vom Stellwerk aus am Ablaufberg auf Rangierbahnhöfen ermöglicht. Sie erhielten die Baureihenbezeichnung GC Rd2RT: 1030, 1032, 1038, 1080, 1081, 1082, 1083, 1092, 1093.

### SJ Rm
1977 wurden, auf der Rc4 basierend, sechs Lokomotiven für den Einsatz mit Erzzügen auf der Bahnstrecke Luleå–Narvik gebaut. Sie erhielten die Baureihenbezeichnung Rm und die Betriebsnummern 1257–1262. Ihr Höchstgeschwindigkeit beträgt 100 km/h.
Zur Erhöhung der Zugkraft erhielten die Loks eine geänderte Getriebeübersetzung, Ballastgewichte im Rahmen, die Erzzugbremse und automatische Kupplungen für die Erzwagen. Die Drehgestelle bekamen eine zusätzliche Federung, die Lok hat Klotzbremsen statt Scheibenbremsen und einen etwas geringeren Treibraddurchmesser. Sie wurden in Ånge beheimatet. Vor Erzzügen wurden sie in Dreifachtraktion, zeitweise in Version Rm/Rc4/Rm, eingesetzt.
Die sechs gebauten Lokomotiven bewährten sich vor den schweren Erzzügen nicht, da sie beim Anfahren zum Schleudern neigen. Sie wurden daher 1997 auf normale Schraubenkupplungen umgebaut und von Malmö und Göteborg aus vor normalen Güterzügen eingesetzt.

#### GC Rm
Bei der Aufteilung der Statens Järnvägar zum 1. Januar 2001 kamen sie zu Green Cargo. Ab 2013 kamen sie erneut auf der Erzbahn zum Einsatz. Sie erhielten wieder die automatische Kupplung und die Erzzugbremse und fuhren die Züge von Northland Resources. Dieser Einsatz endete im Dezember 2014 mit dem Konkurs von Northland Resources. Die Loks wurden danach in Luleå abgestellt.
Im Januar 2016 beschloss GC wiederum, die Lokomotiven in den Süden zu holen. Erneut erfolgte der Umbau auf UIC-Kupplung, seither sind sie auf den Strecken Malmö–Göteborg und Malmö–Trelleborg mit normalen Güterzügen unterwegs.

## Weitere interne Bezeichnungen
Innerhalb der Bauserien Rc3 und  Rc6 gibt es weitere interne Unterscheidungen, die nicht an den Fahrzeugen angeschrieben sind, aber in den Fahrzeug- und Wartungslisten auftauchen, da nur diese Lokomotiven für bestimmte Einsätze genutzt werden können.
SJ Rc3H
Lokomotiven  der Baureihe Rc3 zur Vermietung (schwedisch Hyrlok), die keine Türblockierung besaßen und nicht für Reisezüge eingesetzt werden sollten, erhielten intern die Bezeichnung Rc3H.
SJ Rc3O
Mit der Bezeichnung Rc3O, eigentlich Rc3OH, wurden Lokomotiven zur Vermietung bezeichnet, die eine Umformer besitzen, jedoch nicht mit dem Umrichter für die Hilfseinrichtungen ausgestattet waren.
SJ Rc6N
Die Lokomotiven 1383–1394 besitzen eine gesonderte Ausrüstung für den Einsatz in Norwegen. Diese Ausrüstung enthält geringe Anpassungen an das norwegische Automatic Train Control (ATC) und den norwegischen Zugbahnfunk. Sie wurden der Baureihe Rc6N zugeordnet.
SJ Rc6E
Die sieben Lokomotiven 1395–1401 wurden mit European Rail Traffic Management System (ERTMS) ausgerüstet und werden als Baureihe Rc6E geführt.
SJ Rc6R
Die SJ Rc6R 1337 hat zwar die Bezeichnung R für radiostyrning, ist jedoch nicht mit der entsprechenden Ausrüstung ausgestattet.